# Aek Teluk Kiri
Aek Teluk Kiri is een bestuurslaag in het regentschap Asahan van de provincie Noord-Sumatra, Indonesië. Aek Teluk Kiri telt 2766 inwoners (volkstelling 2010).